# Susanne Vincenz-Stauffacher
Susanne Vincenz-Stauffacher, née le 21 janvier 1967 à Wattwil (originaire de Trun et Glaris Sud), est une personnalité politique suisse du canton de Saint-Gall, membre du Parti libéral-radical (PLR).
Elle est conseillère nationale depuis 2019.

## Biographie
Susanne Vincenz-Stauffacher naît Susanne Stauffacher le 21 janvier 1967 à Wattwil, dans le district saint-gallois du Toggenburg. Elle est originaire de Trun, dans le canton des Grisons, et de Glaris Sud.
Susanne Stauffacher étudie le droit à l'Université de Saint-Gall et obtient une licence en 1990. Après son brevet, elle ouvre sa propre étude à Saint-Gall à l'âge de 25 ans seulement et exerce comme avocate et notaire. Elle est également expert en assurance sociale au Tribunal cantonal saint-gallois de 2003 à 2016 et elle officie depuis 2003 comme Ombudsfrau pour les personnes âgées et handicapées de son canton. Elle a présidé pendant neuf ans la centrale des femmes du canton de Saint-Gall.
Elle est mariée, a deux filles et habite à Abtwil. Son assistante parlementaire est sa fille aînée, également juriste.

## Parcours politique
Fille d'une famille PLR, Susanne Vincenz-Stauffacher est élue en 2018 au Grand Conseil du canton de Saint-Gall ; elle en démissionne en mai 2020. Elle est candidate au Conseil des États, lors de l'élection complémentaire pour le remplacement de Karin Keller-Sutter ; elle est battue par le démocrate-chrétien Benedikt Würth. En 2019, elle est élue conseillère nationale, et réélue en 2023.
Elle est également membre du comité du PLR saint-gallois de 1997 à 2005, vice-présidente à partir de 2000. Elle préside les Femmes PLR Suisse de mai 2020[réf. souhaitée] à mars 2025.
Elle est candidate début 2023 à la succession de Paul Rechsteiner au Conseil des États, mais se retire au terme du premier tour, où elle termine deuxième avec 21,7 % des suffrages derrière la future élue UDC Esther Friedli, qui en récolte 48,2 %,.

### Positionnement politique
Féministe, légèrement à gauche de son groupe parlementaire, elle croit à un libéralisme teinté d'une touche de social et d'écologie.